# Амалафрида
Вижте пояснителната страница за други личности с името Амалафрида.
Амалафрида (Amalafrida; * ок. 460; † ок. 520) е сестра на краля на остготите Теодорих Велики и във втори брак омъжена за краля на вандалите Тразамунд.
Нейната дъщеря Амалаберга се омъжва за краля на тюрингите Херминафрид. Нейният син от първия ѝ брак Теодахад е последният мъжки наследник на Амалите, остготски крал от 534 до 536 г.